# B.A.T. II: The Koshan Conspiracy
B.A.T. II: The Koshan Conspiracy est un jeu vidéo d'aventure développé par Computer's Dream et édité par Ubi Soft, sorti en 1992 sur DOS, Amiga et Atari ST.
Il fait suite à B.A.T.

## Accueil
- ST Format : 91 % (Atari ST)[1]